# Microglossa pyrifolia
Microglossa pyrifolia là một loài thực vật có hoa trong họ Cúc. Loài này được (Lam.) Kuntze mô tả khoa học đầu tiên năm 1891.